# Pierzchno (powiat poznański)
Pierzchno (niem. Perchen) – wieś w Polsce położona w województwie wielkopolskim, w powiecie poznańskim, w gminie Kórnik.
W latach 1975–1998 miejscowość należała administracyjnie do województwa poznańskiego.